# Wronki (gmina)
Pour les articles homonymes, voir Wronki (homonymie).
Wronki est une gmina mixte du powiat de Szamotuły, Grande-Pologne, dans le centre-ouest de la Pologne. Son siège est la ville de Wronki, qui se situe environ 18 km au nord-ouest de Szamotuły et 50 km au nord-ouest de la capitale régionale Poznań.
La gmina couvre une superficie de 302,07 km2 pour une population de 18 713 habitants.

## Géographie

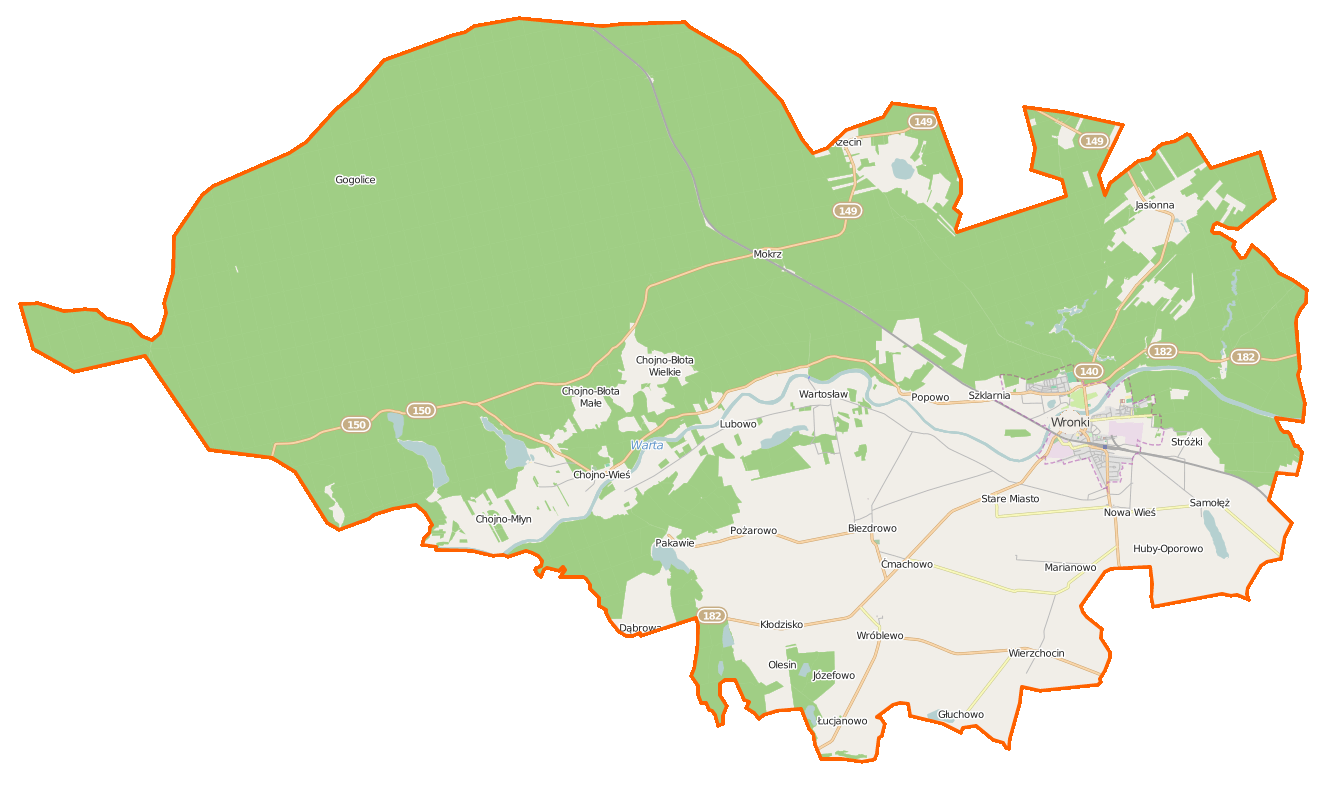
Plan de la gmina.

Outre la ville de Wronki, la gmina inclut les villages de:
- Biezdrowo
- Chojno
- Chojno-Błota Małe
- Chojno-Błota Wielkie
- Chojno-Młyn
- Ćmachowo
- Dąbrowa
- Głuchowo
- Jasionna
- Kłodzisko
- Lubowo
- Marianowo
- Nowa Wieś
- Obelzanki
- Pakawie
- Popowo
- Pożarowo
- Rzecin
- Samołęż
- Stare Miasto
- Stróżki
- Wartosław
- Wierzchocin
- Wróblewo

### Gminy voisines
La gmina de Wronki est bordée des gminy de:
- Chrzypsko Wielkie
- Drawsko
- Lubasz
- Obrzycko
- Ostroróg
- Pniewy
- Sieraków
- Wieleń

## Structure du terrain
D'après les données de 2002, la superficie de la commune de Wronki est de 302,07 km2, répartis comme tel :
- terres agricoles : 29 %
- forêts : 63 %

La commune représente 26,98 % de la superficie du powiat.

## Démographie
Données du 30 juin 2009 :
| description        | Total  | Total | Femmes | Femmes | Hommes | Hommes |
| ------------------ | ------ | ----- | ------ | ------ | ------ | ------ |
| Unité              | Nombre | %     | Nombre | %      | Nombre | %      |
| population         | 18 791 | 100   | 9 559  | 50,9   | 9 182  | 49,1   |
| Densité (hab./km2) | 62     | 62    | 30,6   | 30,6   | 30,4   | 30,4   |